# 蔵本書記生失踪事件

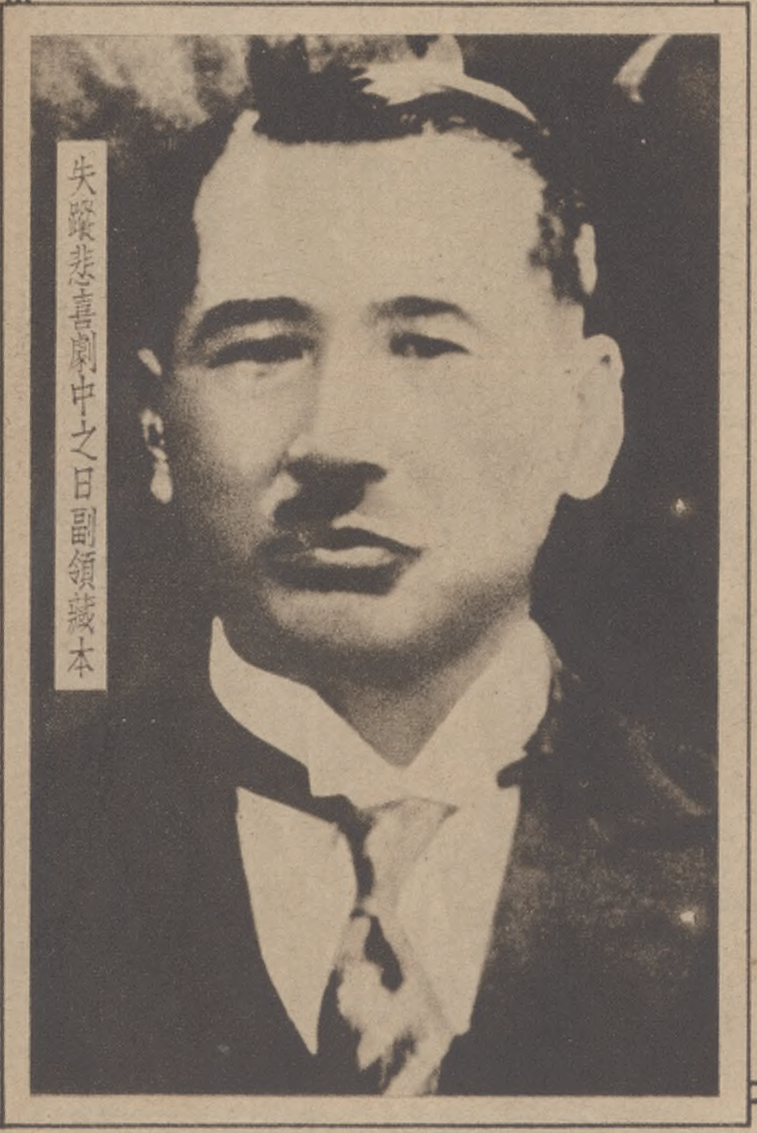
蔵本英明

蔵本書記生失踪事件（くらもとしょきせいしっそうじけん）は、1934年に発生した日本の外交官の失踪騒動。当初日本側が中国側によるテロと判断したために、日中両国の軍事衝突寸前にまで陥った。

## 概要
1934年6月8日、当時中華民国の首都であった南京総領事館に勤務する書記生・蔵本英明（当時）が突然行方不明となった。当時の南京駐在総領事であった須磨弥吉郎は当時の中華民国国内の反日感情から蔵本は中国人に拉致されて殺害されたものと判断して、当時の南京国民政府に対して抗議を行ったのみならず、海軍に要請して偶然東シナ海にいた第三艦隊旗艦出雲を揚子江から南京近くまで遡上させて責任を追及する態度を示した。
この強硬な日本の態度のために中華民国の世論は激昂して日中両国の衝突は避けられないとの見方も出た。これを憂慮した汪兆銘が須磨の説得にあたったものの、須磨は「全ての責任は中国側にある」との一点張りであった。
ところが失踪から5日後の6月13日になって当の蔵本書記生が明孝陵の裏山にいるところを地元警察が保護、医師の診断の結果、人事や待遇面の不備に由来する上司に対する不満からきたノイローゼである事が判明した。
こうして事件は解決したが、日本側の強硬な対応は内外で問題となった。